# Shana Cox
Shana Amanda Cox (22 gennaio 1985) è una velocista statunitense naturalizzata britannica.

## Palmarès
| Anno                                | Manifestazione          | Sede     | Evento      | Risultato  | Prestazione | Note                                     |
| ----------------------------------- | ----------------------- | -------- | ----------- | ---------- | ----------- | ---------------------------------------- |
| In rappresentanza degli Stati Uniti |                         |          |             |            |             |                                          |
| 2004                                | Mondiali juniores       | Grosseto | 200 m piani | 5ª         | 23"63       |                                          |
| In rappresentanza del Regno Unito   |                         |          |             |            |             |                                          |
| 2012                                | Mondiali indoor         | Istanbul | 400 m piani | 5ª         | 52"13       |                                          |
| 2012                                | Mondiali indoor         | Istanbul | 4×400 m     | Oro        | 3'28"76     |                                          |
| 2012                                | Giochi olimpici         | Londra   | 400 m piani | Semifinale | 52"58       |                                          |
| 2012                                | Giochi olimpici         | Londra   | 4×400 m     | 4ª         | 3'24"76     |                                          |
| 2013                                | Europei indoor          | Göteborg | 400 m piani | 6ª         | 53"15       |                                          |
| 2013                                | Europei indoor          | Göteborg | 4×400 m     | Oro        | 3'27"56     | Record dei campionati · Record nazionale |
| 2013                                | Mondiali                | Mosca    | 4×400 m     | Argento    | 3'22"61     |                                          |
| 2014                                | Mondiali indoor         | Sopot    | 400 m piani | Batteria   | 53"10       |                                          |
| 2014                                | Mondiali indoor         | Sopot    | 4×400 m     | Bronzo     | 3'27"90     |                                          |
| 2014                                | World Relays            | Nassau   | 4×400 m     | 7ª         | 3'28"03     |                                          |
| 2014                                | Europei                 | Zurigo   | 4×400 m     | Bronzo     | 3'24"34     |                                          |
| 2015                                | World Relays            | Nassau   | 4×400 m     | Bronzo     | 3'26"38     |                                          |
| In rappresentanza dell' Inghilterra |                         |          |             |            |             |                                          |
| 2014                                | Giochi del Commonwealth | Glasgow  | 400 m piani | Semifinale | 52"57       |                                          |
| 2014                                | Giochi del Commonwealth | Glasgow  | 4×400 m     | Bronzo     | 3'27"24     |                                          |